# Campionati del mondo di ciclismo su pista 2008
I Campionati del mondo di ciclismo su pista 2008 (en.: 2008 UCI Track World Championships) si svolsero a Manchester, nel Regno Unito, tra il 26 ed il 30 marzo.
Il programma comprendeva 18 eventi, di cui 10 maschili e 8 femminili; debuttò nel programma mondiale l'inseguimento a squadre femminile.

## Medagliere
| Pos.   | Nazione       | Oro | Argento | Bronzo | Totale |
| ------ | ------------- | --- | ------- | ------ | ------ |
| 1      | Gran Bretagna | 9   | 2       | 0      | 11     |
| 2      | Paesi Bassi   | 3   | 3       | 2      | 8      |
| 3      | Bielorussia   | 2   | 0       | 1      | 3      |
| 4      | Francia       | 1   | 3       | 3      | 7      |
| 5      | Stati Uniti   | 1   | 1       | 1      | 3      |
| 6      | Cuba          | 1   | 1       | 0      | 2      |
| 7      | Nuova Zelanda | 1   | 0       | 0      | 1      |
| 8      | Danimarca     | 0   | 2       | 1      | 3      |
| 9      | Lituania      | 0   | 2       | 0      | 2      |
| 10     | Germania      | 0   | 1       | 4      | 5      |
| 11     | Australia     | 0   | 1       | 3      | 4      |
| 12     | Cina          | 0   | 1       | 0      | 1      |
| 12     | Ucraina       | 0   | 1       | 0      | 1      |
| 14     | Grecia        | 0   | 0       | 1      | 1      |
| 14     | Italia        | 0   | 0       | 1      | 1      |
| 14     | Russia        | 0   | 0       | 1      | 1      |
| Totale | Totale        | 18  | 18      | 18     | 54     |

## Podi
| Evento                            | Oro                                                                 | Prestazione                   | Argento                                                                             | Prestazione | Bronzo                                                          | Prestazione |
| Uomini                            |                                                                     |                               |                                                                                     |             |                                                                 |             |
| Chilometro a cronometro dettagli  | Teun Mulder Paesi Bassi                                             | 1'01"332 Media 58,696 km/h    | Michaël d'Almeida Francia                                                           | 1'01"514    | François Pervis Francia                                         | 1'01"579    |
| Keirin dettagli                   | Chris Hoy Gran Bretagna                                             |                               | Teun Mulder Paesi Bassi                                                             |             | Christos Volikakis Grecia                                       |             |
| Velocità dettagli                 | Chris Hoy Gran Bretagna                                             |                               | Kévin Sireau Francia                                                                |             | Mickaël Bourgain Francia                                        |             |
| Velocità a squadre dettagli       | Francia Grégory Baugé Kévin Sireau Arnaud Tournant                  | 43"271 Media 62,397 km/h      | Gran Bretagna Ross Edgar Chris Hoy Jamie Staff                                      | 43"777      | Paesi Bassi Theo Bos Teun Mulder Tim Veldt                      | 43"718      |
| Inseguimento individuale dettagli | Bradley Wiggins Gran Bretagna                                       | 4'18"519 Media 55,701 km/h    | Jenning Huizenga Paesi Bassi                                                        | 4'23"474    | Aleksej Markov Russia                                           | 4'21"097    |
| Inseguimento a squadre dettagli   | Gran Bretagna Ed Clancy Paul Manning Geraint Thomas Bradley Wiggins | 3'56"332 Media 60,933 km/h WR | Danimarca Michael Færk Christensen Casper Jørgensen Jens-Erik Madsen Alex Rasmussen | 3'59"381    | Australia Graeme Brown Mark Jamieson Bradley McGee Luke Roberts | 4'00"089    |
| Corsa a punti dettagli            | Vasil' Kiryenka Bielorussia                                         | 24                            | Christophe Riblon Francia                                                           | 23          | Peter Schep Paesi Bassi                                         | 19          |
| Americana dettagli                | Gran Bretagna Mark Cavendish Bradley Wiggins                        | 19                            | Germania Roger Kluge Olaf Pollack                                                   | 13          | Danimarca Michael Mørkøv Alex Rasmussen                         | 11          |
| Scratch dettagli                  | Aljaksandr Lisoŭski Bielorussia                                     |                               | Wim Stroetinga Paesi Bassi                                                          |             | Roger Kluge Germania                                            |             |
| Omnium dettagli                   | Hayden Godfrey Nuova Zelanda                                        | 19                            | Leigh Howard Australia                                                              | 28          | Aljaksandr Lisoŭski Bielorussia                                 | 35          |
| Donne                             |                                                                     |                               |                                                                                     |             |                                                                 |             |
| 500m a cronometro dettagli        | Lisandra Guerra Cuba                                                | 34"021 Media 52,908 km/h      | Simona Krupeckaitė Lituania                                                         | 34"066      | Sandie Clair Francia                                            | 34"253      |
| Keirin dettagli                   | Jennie Reed Stati Uniti                                             |                               | Victoria Pendleton Gran Bretagna                                                    |             | Christin Muche Germania                                         |             |
| Velocità dettagli                 | Victoria Pendleton Gran Bretagna                                    |                               | Simona Krupeckaitė Lituania                                                         |             | Jennie Reed Stati Uniti                                         |             |
| Velocità a squadre dettagli       | Gran Bretagna Victoria Pendleton Shanaze Reade                      | 33"661 Media 53,474 km/h      | Cina Gong Jinjie Zheng Lulu                                                         | 34"223      | Germania Dana Glöss Miriam Welte                                | 34"036      |
| Inseguimento individuale dettagli | Rebecca Romero Gran Bretagna                                        | 3'30"501 Media 51,306 km/h    | Sarah Hammer Stati Uniti                                                            | 3'37"006    | Katie Mactier Australia                                         | 3'32"347    |
| Inseguimento a squadre dettagli   | Gran Bretagna Wendy Houvenaghel Rebecca Romero Joanna Rowsell       | 3"22'415 Media 53,355 km/h WR | Ucraina Svitlana Haljuk Lesja Kalytovs'ka Ljubov Šulika                             | 3'29"744    | Germania Charlotte Becker Verena Joos Alexandra Sontheimer      | 3'26"960    |
| Corsa a punti dettagli            | Marianne Vos Paesi Bassi                                            | 33                            | Trine Schmidt Danimarca                                                             | 25          | Vera Carrara Italia                                             | 20          |
| Scratch dettagli                  | Ellen van Dijk Paesi Bassi                                          |                               | Yumari González Cuba                                                                |             | Belinda Goss Australia                                          |             |